# SG Solingen (szachy)
SG Solingen, pełna nazwa Schachgesellschaft Solingen e.V. – niemiecki klub szachowy z siedzibą w Solingen, 12-krotny mistrz kraju, dwukrotny zdobywca Pucharu Europy. W przeszłości występował pod nazwami Solinger SG 1868 i SG 1868-Aljechin Solingen.

## Historia
Klub powstał w 1868 roku. W 1969 roku klub zdobył mistrzostwo Niemiec, następnie powtórzył to osiągnięcie przez pięć sezonów z rzędu, w latach 1971–1975. W 1974 roku zespół wygrał turniej Maspalomas Costa Canaria. W sezonie 1975/1976 klub zadebiutował w pierwszej edycji Pucharu Europy. Niemiecki zespół wygrał wówczas ze Schweppesem Madryt, Partizanem Belgrad i Budapesti Spartacus SC, docierając do finału, w którym zremisował z Buriewiestnikiem i tym samym podzielił trofeum z zespołem radzieckim. W sezonie 1977/1979 Pucharu Europy zespół po wygranych nad Gambiitti Helsinki i Sławią Sofia dotarł do półfinału, w którym przegrał z Buriewiestnikiem. W sezonie 1979/1980 klub ponownie zdobył tytuł mistrza kraju. W sezonie 1980/1981 Solinger SG 1868 wygrał pierwszą edycję Bundesligi. W sezonie 1983/1984 klub awansował do ćwierćfinału Pucharu Europy. W 1986 roku klub zdobył Puchar Niemiec, w latach 1987–1988 dwukrotnie zostawał mistrzem kraju, a w 1988 roku zajął czwarte miejsce w Pucharze Europy. W sezonie 1989/1990 Pucharu Europy niemiecki klub odniósł zwycięstwa nad Budapesti Honvéd SE, Gošą Smederevska Palanka i Taflfélag Reykjavíkur, w finale remisując z CSKA Moskwa i dzieląc trofeum z tym klubem. W kolejnej edycji europejskich rozgrywek zespół odpadł w półfinale z Poljotem Czelabińsk, wcześniej odnosząc zwycięstwa nad Piastem Słupsk, Bosną Sarajewo (walkower) i Boavistą FC. W 1996 roku nastąpiło połączenie z klubem Aljechin Solingen, a następnie przyjęcie nazwy SG 1868-Aljechin Solingen. W 1997 roku klub zdobył swój jedenasty w historii tytuł mistrza Niemiec. W 2006 roku zespół zdobył krajowy puchar, a następnie, po trzynastoletniej przerwie, wziął udział w rozgrywkach Pucharu Europy, uzyskując 18. miejsce. Od 2009 roku klub stosuje nazwę SG Solingen. W tym samym roku zespół zdobył Puchar Niemiec. W latach 2009–2011 klub uczestniczył w Pucharze Europy, zajmując kolejno 29., 18. i 39. pozycję. W 2013 roku klub uzyskał 23. miejsce w europejskich rozgrywkach. W kolejnym sezonie, po zwycięstwach z The Smashing Pawns Bieles, CE de Bois-Colombes, SK Team Viking i Haladásem VSE Szombathely, remisach z Odlarem Yurdu i SK Hohenems oraz przegranej z Ładją Kazań klub zajął piątą pozycję w Pucharze Europy. W 2016 roku zespół zdobył dwunaste mistrzostwo kraju.

## Zawodnicy
Zawodnikami klubu byli m.in.:

- Michael Adams[13]
- Mads Andersen[14]
- Ralf Appel[15]
- David Baramidze[16]
- Klaus Bischoff[13]
- Benjamin Bok[17]
- Otto Borik[18]
- Rainer Buhmann[19]
- Günther Capelan[14]
- Sandipan Chanda[14]
- Murray Chandler[14]
- Jürgen Dueball[14]
- Romain Édouard[19]
- John Emms[20]
- Sipke Ernst[14]
- Laurent Fressinet[21]
- Christian Gabriel[20]
- Surya Ganguly[17]
- Nico Georgiadis[15]
- Mathias Gerusel[14]
- Anisz Giri[22]
- Florian Handke[15]
- Pentala Harikrishna[22]
- Hans-Joachim Hecht[14]
- Michael Hoffmann[14]
- Robert Hübner[14]
- Gawain Jones[23]
- Artur Jusupow[20]
- Rustam Kasimdjanov[20]
- Lubomir Kavalek[14]
- Klaus Klundt[14]
- Bojan Kurajica[14]
- Erwin l'Ami[14]
- Ralf Lau[14]
- Heinz Lehmann[14]
- Aleksandr Lenderman[23]
- Eric Lobron[14]
- Stefan Mohr[14]
- Alexander Naumann[14]
- Predrag Nikolić[20]
- John Nunn[24]
- Albéric O’Kelly de Galway[14]
- Peter Ostermeyer[14]
- Karl-Heinz Podzielny[14]
- Borki Predojević[25]
- Markus Ragger[14]
- Richárd Rapport[22]
- Matthew Sadler[20]
- Bernd Schneider[14]
- Georg Seul[26]
- Nigel Short[14]
- Jan Smeets[20]
- Boris Spasski[14]
- Daniël Stellwagen[20]
- Aryan Tari[27]
- Jorden van Foreest[28]
- Robin van Kampen[22]
- Loek van Wely[17]
- Max Warmerdam[29]
- Jan Werle[20]
- Heikki Westerinen[14]
- Robert Zysk[14]